# リバースモーゲージ
リバースモーゲージ（Reverse mortgage）とは、自宅を担保にした融資制度の一種。自宅を所有しているが現金収入が少ないという高齢者世帯が、住居を手放すことなく収入を確保するための手段。

## 概要
自宅を担保にして銀行などの金融機関から借金をし、その借金を毎月（或いは毎年）の年金という形で受け取る。契約時に一括一時金、或いは貸付限度額内で必要な時に必要額を引き出すプランもある。資金の使い道は事業性の目的を除き、生活費、レジャー、家屋の修理など利用者の自由である。年月と共に借入残高が増えていき、残高に対する利息も未払いのまま残高に複利的に加算される。契約満期時（例えば契約から20年後）または契約者死亡時のどちらか早い時期に一括返済しなければならない。契約者死亡の場合の返済義務は保証人または契約者の相続人が承継する。現金で返済できない場合は、金融機関は抵当権を行使して担保物件を競売にかけて返済に充当する。通常のモーゲージ（=抵当・担保）ローンでは年月と共に借入残高が減っていくが、この制度では逆に増えていくのでリバースモーゲージと呼ばれる。
最終的に自宅を手放す（可能性が高い）ことはその家を売却することに似ており、売却後売り先から借りて住む契約を行うリースバックという形もあるが、契約の期間中はその家の所有権が移転しないことが特徴である。
自宅不動産を所有しているが金融資産が乏しく、公的年金などでは生活費を賄えない高齢無職者（または低所得者）の生活費の原資として利用されることが多い。

### 事例
大きく分けて以下の2つのタイプがある。
- 自治体などの公的機関が「返済の期待される生活保護」として貸し付ける。
- 金融機関によるもの。

日本においては1981年、東京都武蔵野市で導入されたのを皮切りに、主に都市部の自治体が直接（公社を通じて融資する）あるいは間接（金融機関を紹介する）の形で事業を行っている事例がある。また、厚生労働省が2002年12月より、都道府県社会福祉協議会を実施主体として「長期生活支援資金貸付制度」を創設し、「不動産担保型生活資金」に制度改正された。民間においても、信託銀行などの金融機関により商品化がおこなわれている。また住宅販売会社がリバースモーゲージの仕組みを利用して、住宅販売を行っているケースもある。
ただし日本では中古住宅市場が活発でなく「ウワモノ（=家屋）は無価値」という文化が根強いので、担保価値が土地のみとされる場合が多く、従って一戸建てが主体で「マンション」などは対象とならないか、または条件が厳しい。また日本の、家を子孫に残したいという文化とも相容れない。さらにはバブル期には担保割れするケースが多く発生したため、新規販売を停止したり高額不動産所有者に対象を限定しているケースもあり、普及は限定的であり今後の市場成長も期待されない。
また、上記以外に、リバースモーゲージ型・住宅ローンという新しいタイプの商品も販売されている。住宅金融支援機構の「リ・バース60」を利用したりそな銀行の「あんしん革命」などで、従来のリバースモーゲージのようなこれまで住んできた自宅を担保にするだけなく、これから住むマンションなどを担保に入れることもあり、物件価格の半額程度までの融資が受けられる。元金は死亡時に物件と相殺し、利息のみの返済で済むのは従来のリバースモーゲージと同じである。
フランスでは一般的であり、金融機関の他にも資金に余裕のある個人が高齢者個人と契約を交わすこともある。相続人のいなくなったジャンヌ・カルマンは1965年に公証人と「死亡まで」という契約で毎月2500フランを得ていた。

### リスク
主に以下のリスクがある。
- 契約の満期を超えて長生きする
- 契約期間中に担保物件の評価価値が下落する
- 返済時に担保物件の売却価値が借入残高を下回る（担保割れ）

契約の満期を超えて長生きすると、生活資金の受け取りが停止するだけでなく、それまでの累積融資額を一括返済できなければ棲家を失うという二重のリスクがある。定期的（例えば5年ごと）に担保物件の市場評価額が見直され、特にデフレ下や不動産市場の低迷時に評価額が減額されると、新評価額と累積貸付残高に応じて受け取れる資金額が減少或いは停止する契約になっていることが多い。契約終了時に担保物件の売却価値が借入残高を下回ると、当該不動産を手放してなおかつ借金が残ることになる。貸付側（銀行など）はリバースモーゲージが不良債権化することを防がねばならないので、上記のリスクは借主（利用者）側が負う。アメリカなどでは担保物件の価値の下落をヘッジする保険商品があるが、日本にはない。個人間の取引では問題となりやすく、ジャンヌ・カルマンは想定より長生き（113歳）したため、貸付した公証人は先に死んでしまい契約を引き継いだ未亡人が支払いを継続、1989年にジャンヌが死去するまでに物件の価値の2倍以上を支払うこととなった。
貸付側は、契約終了時に抵当権を行使するときの相続人や同居者とのトラブルを防ぎ、上記の満期を超えて長生きするリスクを減らすために、通常は以下のような条件を定めている。
- 契約者単身若しくは配偶者と2人だけの居住する単独若しくは配偶者と共同所有の持ち家（従って子と同居や共同所有などは不可）
- 契約時に契約者（及び同居配偶者の両方）が65歳以上
- 配偶者がいる場合は配偶者が連帯保証人
- 他に抵当権や賃借権などの設定なし
- 推定相続人全員の事前承諾
- 貸付金融機関若しくは提携機関への遺言信託

### 貸付けと返済
契約終了時に借入残高と累積利息を返済しなければならないことは通常の借金と変わらない。例えば満期または契約者死亡で現金返済ができず、担保物件が競売されても回収金額が借入額+累積利息に満たない場合は、不足分の返済義務は保証人および契約者の相続人が承継する。本来、住宅ローンはあくまでも借主の返済能力などを基にした信用に対して貸し付けるものであり、借主は返済に励むことが期待され、担保物件の処分（抵当権の行使、競売）は万が一返済不能となったときに行われるが、リバースモーゲージでは借主は返済を予定せず最初から貸倒れを予定したローンであるから、契約開始時の担保価値を超えた貸付を行うことはなく、通常は発生する利息の累積高と将来の担保価値の下落の可能性を見越して担保価値の半分〜70%程度が（累積利息を含めた）貸付限度額となる。これを契約期間で割ったものが毎月の「年金額」となる（月払いでなく年払い、契約時に一括払い、必要時に必要額だけなどのプランもある）。

## 実施主体（日本）
- 不動産担保型生活資金（都道府県社会福祉協議会）

### 自治体
- 世田谷シルバー資金融資制度（東京都世田谷区）
- 福祉資金貸付事業（東京都武蔵野市） 2015年3月31日終了
- ふれあい福祉資金あっせん融資事業（兵庫県伊丹市）

など

### 金融機関
住宅金融支援機構の融資保険事業を利用した、用途が住宅の購入・補修に限られるリ・バース60が各金融機関から提供されている。
- 充実人生（東京スター銀行）
- 安心革命（りそな銀行）

など